# Галактобуреко
Галактобуреко (греч. γαλακτομπούρεκο — «молочный бурек», тур. Laz böreği, алб. Qumështor, араб. شعيبيات‎, лаз. პაპონი paponi) — греко-турецкий десерт, распространённый у лазов, а также в Албании и Сирии. При его изготовлении пудинг обмакивают в манную крупу и заворачивают в тесто филло . Иногда приправляют лимоном или апельсином. Галактобуреко выпекают в духовке, либо выкладывая на противень несколько промасленных слоёв теста филло и пудинга, либо сворачивая в рулеты длиной около 10 см с начинкой из манного заварного крема, покрытого промасленным тестом филло.
В отличие от прочей выпечки из слоёного теста, пудинг выпекается вместе с тестом, а не добавляется впоследствии. Кроме того, тесто филло, в отличие от слоёного, обычно состоит только из одного листа теста.
Подают десерт, посыпав сахарной пудрой или полив простым сиропом.